# Megalomina berothoides
Megalomina berothoides là một loài côn trùng trong họ Hemerobiidae thuộc bộ Neuroptera. Loài này được McLachlan miêu tả năm 1869.